# Eda Mirsky
Eda Mirsky, ook wel Eda Mirsky Mann, (Londen, 10 december 1911 – New York, 8 oktober 2012) was een Amerikaans kunstschilder en ontwerper. 

## Opleiding en werk
Mann studeerde aan de National Academy of Design en werd bevriend met Lee Krasner, de later bekende schilder van het abstract expressionisme en echtgenote van Jackson Pollock. Mann maakte honderden schilderijen en tekeningen, waaronder twee portretten van Krasner. Beide portretten zijn opgenomen in de collectie van het Metropolitan Museum of Art.

## Privé
Mann was dochter van joods-Russische immigranten, Samuel and Genia Mirsky. Zij werd geboren in Engeland en emigreerde met haar gezin naar New York op achtjarige leeftijd. Eda Mirsky trouwde met Seymour Mann, musicus en importeur van geschenkartikelen, die in 2004 overleed. Zij is de moeder van de Amerikaanse schrijfster Erica Jong.